# 阿米蒂斯 (巴比伦)
阿米蒂斯（巴比伦） （约前630年 - 前565年）， 是米底王国国王基亞克薩雷斯的女儿，尼布甲尼撒二世的妻子，即新巴比倫帝國的王后。

## 名字
这个女性名字，是古希腊语名字 ()的拉丁语变型，有可能是原本米底语名字的转化（经过了元音音位变换），意思是“有好的想法”，相当于阿維斯陀語中的。

## 生平
阿米蒂斯是基亚克萨雷斯之女，同时也是米底王国下一代国王阿斯提阿格斯的姐姐。阿斯提阿格斯的女儿，也就是阿米蒂斯的侄女，名字也叫做阿米蒂斯。
她与尼布甲尼撒二世的婚姻，代表了新巴比伦帝国与米底王国联盟的正式缔结。

### 巴比伦的空中花园
相传阿米蒂斯对家乡米底王国山林景色的怀念，正是巴比伦空中花园建造的动机。尼布甲尼撒二世试图栽种她故乡的树木与花草以取悦阿米蒂斯。
然而，从目前的历史研究和考古证据上来看，这一传说并未得到支持。